# Rhipidia (Rhipidia) superarmata
Rhipidia (Rhipidia) superarmata is een tweevleugelige uit de familie steltmuggen (Limoniidae). De soort komt voor in het Neotropisch gebied.